# محوطه داش قره‌قوزه‌ای
محوطه داش قره قوزه‌ای مربوط به دوران پیش از تاریخ ایران باستان است و در شهرستان هشترود، بخش مرکزی، روستای دود واقع شده و این اثر در تاریخ ۱۱ مرداد ۱۳۸۴ با شمارهٔ ثبت ۱۲۶۴۷ به‌عنوان یکی از آثار ملی ایران به ثبت رسیده است.